# Pompaire
Pompaire ist eine französische Gemeinde mit 2.052 Einwohnern (Stand: 1. Januar 2022) im Département Deux-Sèvres in der Region Nouvelle-Aquitaine. Die Gemeinde gehört zum Arrondissement Parthenay und zum Kanton Parthenay.

## Geographie
Die Gemeinde liegt unmittelbar südlich von Parthenay am Flüsschen Viette.

### Nachbargemeinden
Umgeben wird Pompaire von den Nachbargemeinden Parthenay im Norden, La Chapelle-Bertrand im Osten, Beaulieu-sous-Parthenay im Süden, Saint-Pardoux-Soutiers im Südosten sowie Le Tallud im Westen.

## Bevölkerungsentwicklung
| Jahr      | 1962 | 1968 | 1975 | 1982 | 1990 | 1999 | 2006 | 2012 |
| Einwohner | 602  | 665  | 1167 | 1659 | 1828 | 1812 | 1847 | 1979 |